# Козюба Віталій Костянтинович
Віталій Констянтинович Козюба (нар. 23 травня 1967, м. Київ) — український археолог, кандидат історичних наук, науковий співробітник Інституту археології НАН України. Учений секретар відділу археології Києва ІА НАН України. Фахівець у вивченні історичної топографії Києва Х–XVIII ст., археології та історії Київської землі доби середньовіччя та раннього нового часу, архітектурної археології давньоруських монументальних споруд, історичної демографії, садибної забудови Південної Русі.

## Біографія
У шкільні роки був учасником археологічного гуртка у Київському палаці піонерів ім. М. Островського під керівництвом Л. Л. Залізняка.
У 1986—1992 рр. навчався на кафедрі археології та музеєзнавства історичного факультету Київського університету спеціальність «історик, викладач історії». З 1989 року працює у відділі давньоруської та середньовічної археології Інституту Археології АН УРСР. З 2001 року — у відділі археології Києва того ж інституту.
З 2016 року кандидат історичних наук. Дисертаційне дослідження: «Садиба Х–ХІІІ ст. (за матеріалами південноруських земель)», за спеціальністю «археологія»; науковий керівник — член-кор. Г. Ю. Івакін.

## Наукові інтереси
Історична топографія Києва Х–XVIII ст., археологія та історія Київської землі доби середньовіччя та раннього нового часу, архітектурна археологія давньоруських монументальних споруд, історична демографія, садибна забудова Південної Русі. Дослідник брав участь в створені кількох каталогів археологічних пам'яток Київщини. Зокрема басейну р. Віта, Канівського водосховища та м. Києва.

## Польові дослідження
Київська частина польових досліджень В. К. Козюби пов'язана з роботою Архітектурно-археологічної експедиції ІА НАН України в м. Києві. Саме у ній він почав працювати в 1989 році на розкопках церкви ХІІ століття по вул. Вознесенський узвіз. У 2002—2004 дослідження по вул. Велика Житомирська та  Старонаводницька, розвідки у Феофанії у м. Києві. Дослідник брав участь у дослідженнях знакових для Київської археології об'єктів: Десятинної церкви (2005—2011), Національного заповідника «Софія Київська» (2013—2014), церква Богородиці Пирогощі та Михайлівського Золотоверхого монастиря (1996—1999). У 2011—2014, 2017 — очолював проведення розвідок на території м. Києва.
Становлення дослідника як польового археолога пов'язане з експедиціями В. О. Петрашенко та територією Канівського Подніпров'я. Зокрема він досліджував поселення в ур. Рожана Криниця біля с. Бучак Канівського району Черкаської області (1990, 1991 — Поліський загін Дніпровської давньоруської експедиції). У складі Канівської комплексної експедиції ІА НАН України (1993, 1994, 1997, 1998, 2004) досліджував поселення в ур. Ревутове біля с. Григорівка Канівського району Черкаської області; розкопки в м. Каневі; розвідка правого берега Дніпра від Трипілля до Канева і лівого від Процева до Ліпляве; обстеження городища Лисуха та інших пам'яток біля с. Бучак Канівського району. В 2000—2001 роках брав участь в Трахтемирівській експедиції ІА НАН України.
Третім важливим напрямком польових досліджень археолога є вивчення Київських околиць в широкому значенні. Зокрема: 1996, 1997 — учасник археологічних досліджень Борисоглібської церкви Х–ХІІ ст. у м. Вишгороді Київської області; 1990—1991 розвідки басейну р. Віта в Київській області; 2014—2016 — учасник розвідок в Іванківському районі Київської області; 2002 — дослідження у м. Вишгороді Київської області; 1993 — керівник розвідок у Кагарлицькому районі Київської області; 1992 — участь у роботі Дніпровської давньоруської експедиції по дослідженню поселення біля с. Софіївська Борщагівка Києво–Святошинського району Київської обл.
Також дослідник брав участь у роботі Придніпровського загону Дніпровської давньоруської експедиції поселення Автуничі Городнянського район Чернігівської області (1991 р.)

## Громадська діяльність
Віталій Костянтинович Козюба займається популяризацією археології через публічні лекції.

## Наукові праці
Автор близько 90 праць, зокрема:
- «Місто Володимира» у Києві: історична реальність чи історіографічний міф? // Стародавній Іскоростень і слов'янські гради. — Коростень, 2008. — T. I.
- Південноруське сільське житло (матеріали до реконструкції заглибленого житла ХІ–ХІІІ ст.) // Археологія. — 1998. — № 1;
- Узбережжя Канівського водосховища (каталог археологічних пам'яток). — К., 1999 (у співавт.);
- Історико-демографічна характеристика давньоруської сім'ї (за матеріалами історичних та археологічних джерел) // Археологія. — 2001. — № 1;
- Городище на Старокиївській горі // Стародавній Іскоростень і слов'янські гради VIII—X ст. — К., 2004;
- «Місто Володимира» у Києві: історична реальність чи історіографічний міф? // Стародавній Іскоростень і слов'янські гради. — Коростень, 2008. — T. I.